# Фуентідуенья-де-Тахо
Фуентідуенья-де-Тахо (ісп. Fuentidueña de Tajo) — муніципалітет в Іспанії, у складі автономної спільноти Мадрид. Населення — 2095 осіб (2010).
Муніципалітет розташований на відстані близько 55 км на південний схід від Мадрида.
На території муніципалітету розташовані такі населені пункти: (дані про населення за 2010 рік)
- Фуентідуенья-де-Тахо: 1930 осіб
- Аларілья: 144 особи
- Лас-Вегас: 17 осіб
- Лос-Вісос-і-Лас-Деесас: 4 особи

## Демографія
Динаміка населення (INE ):

## Галерея зображень

Розташування муніципалітету у автономній спільноті Мадрид
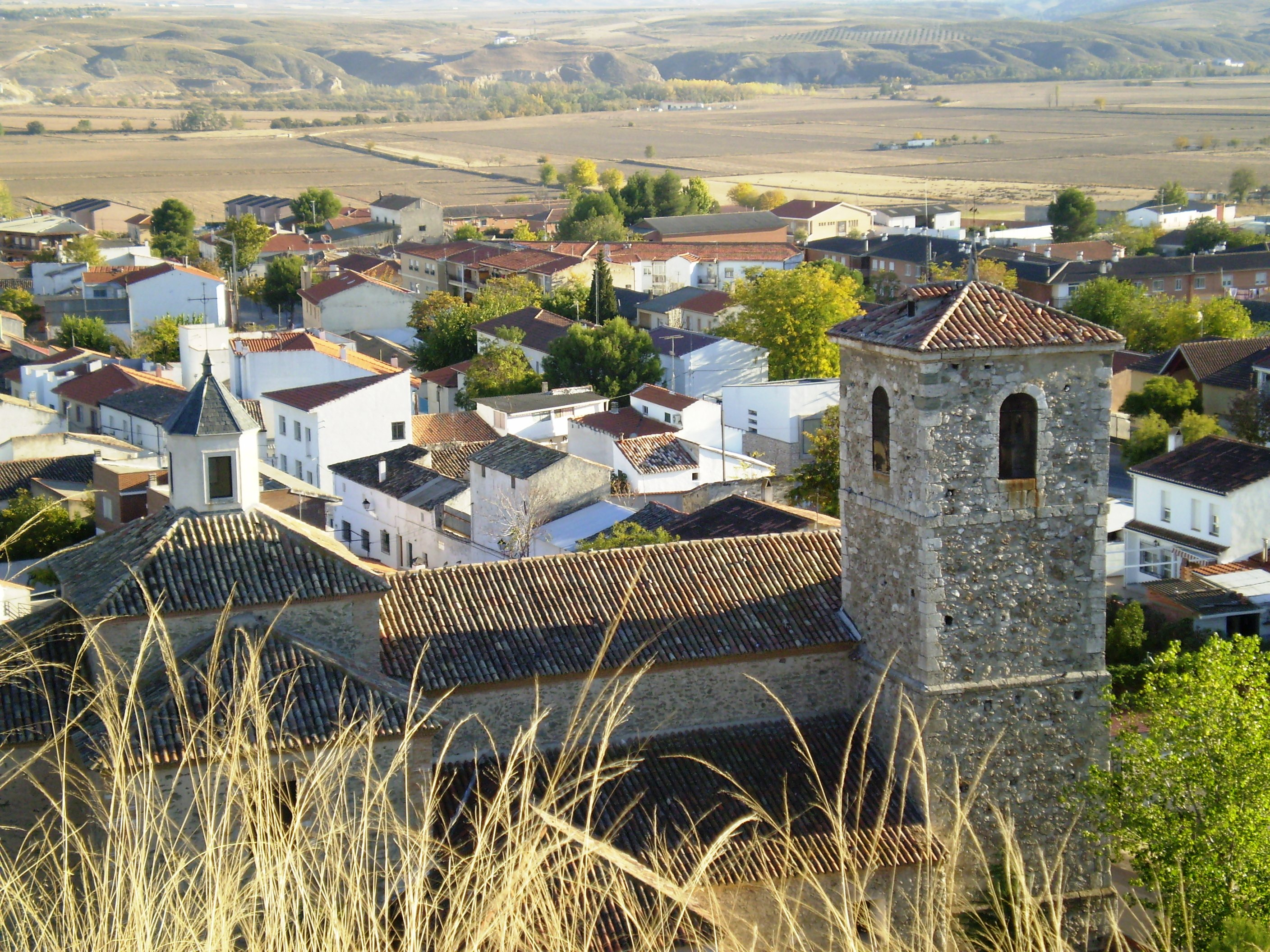
Фуентідуенья-де-Тахо
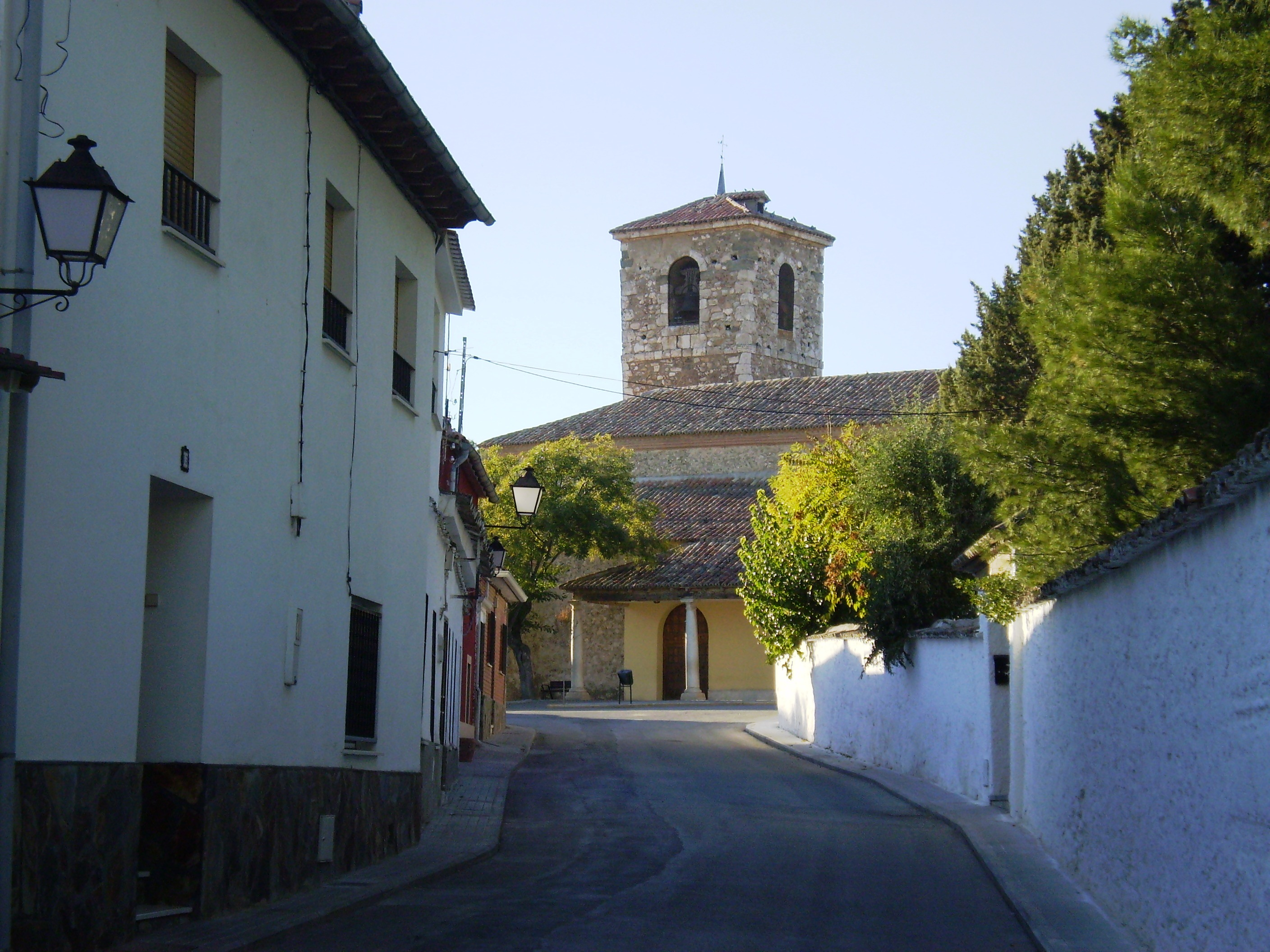
Кальє-Майор. На задньому плані - церква Сан-Андрес-Апостол
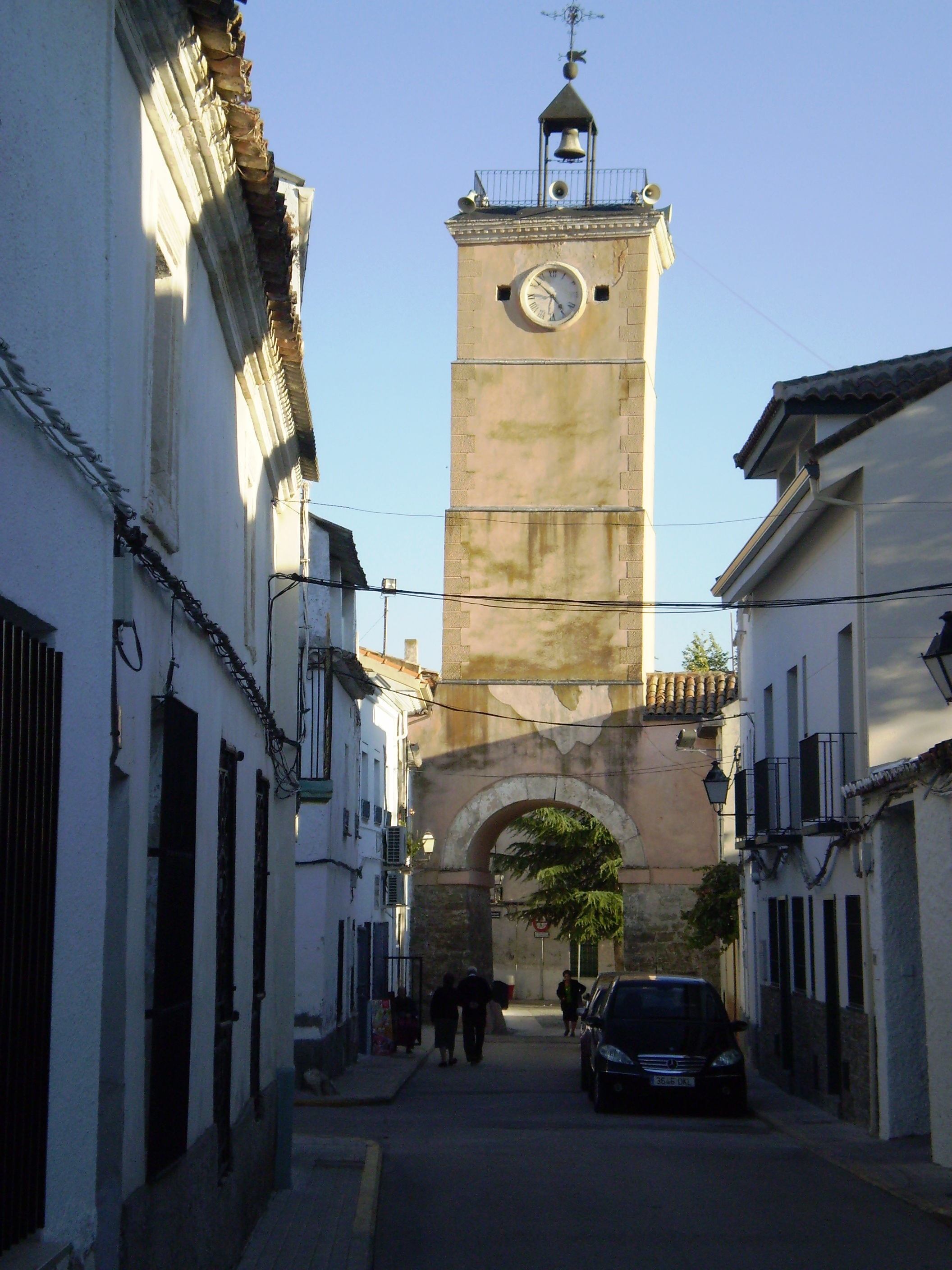
Годинникова вежа
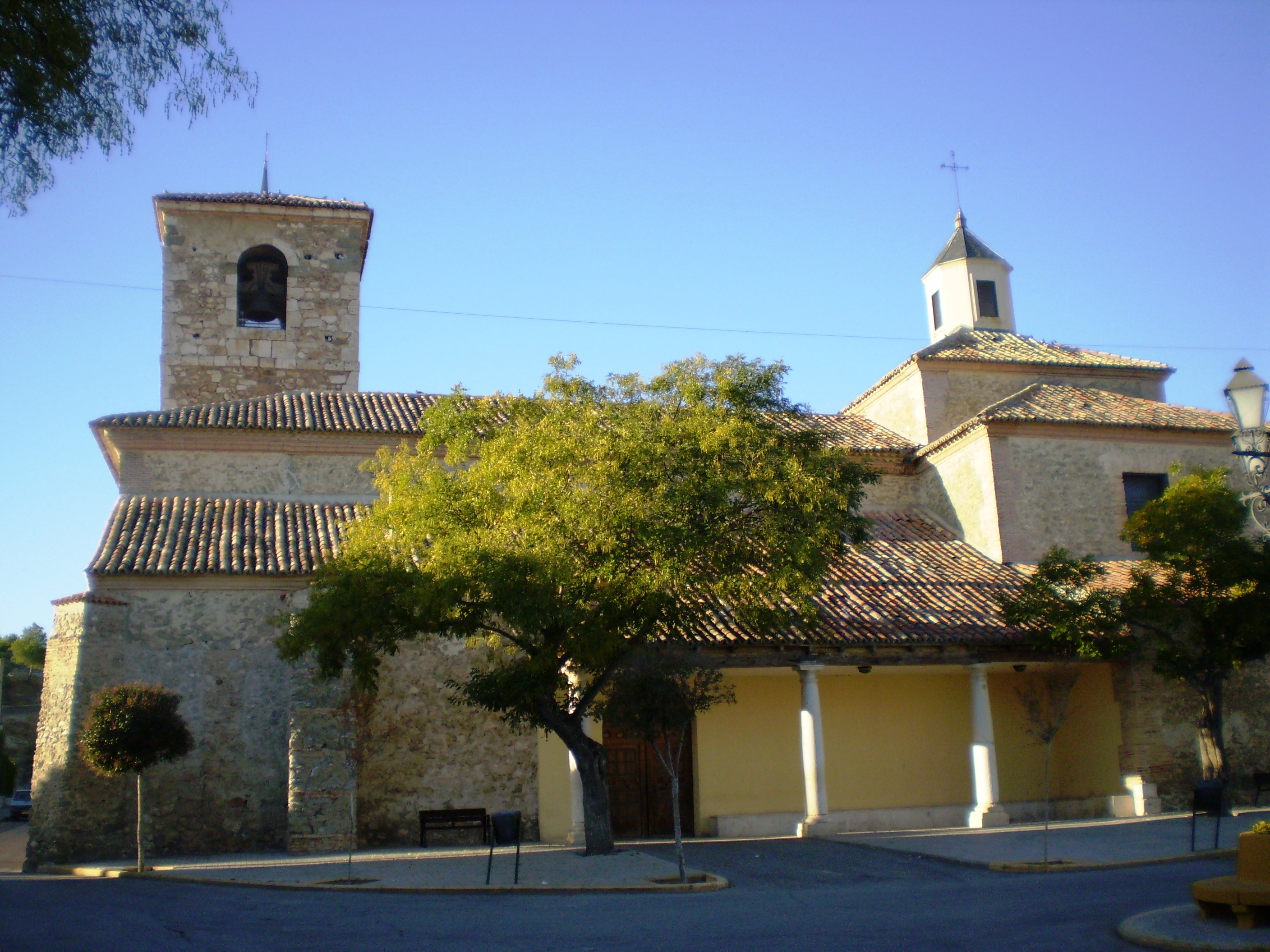
Церква Сан-Андрес-Апостол
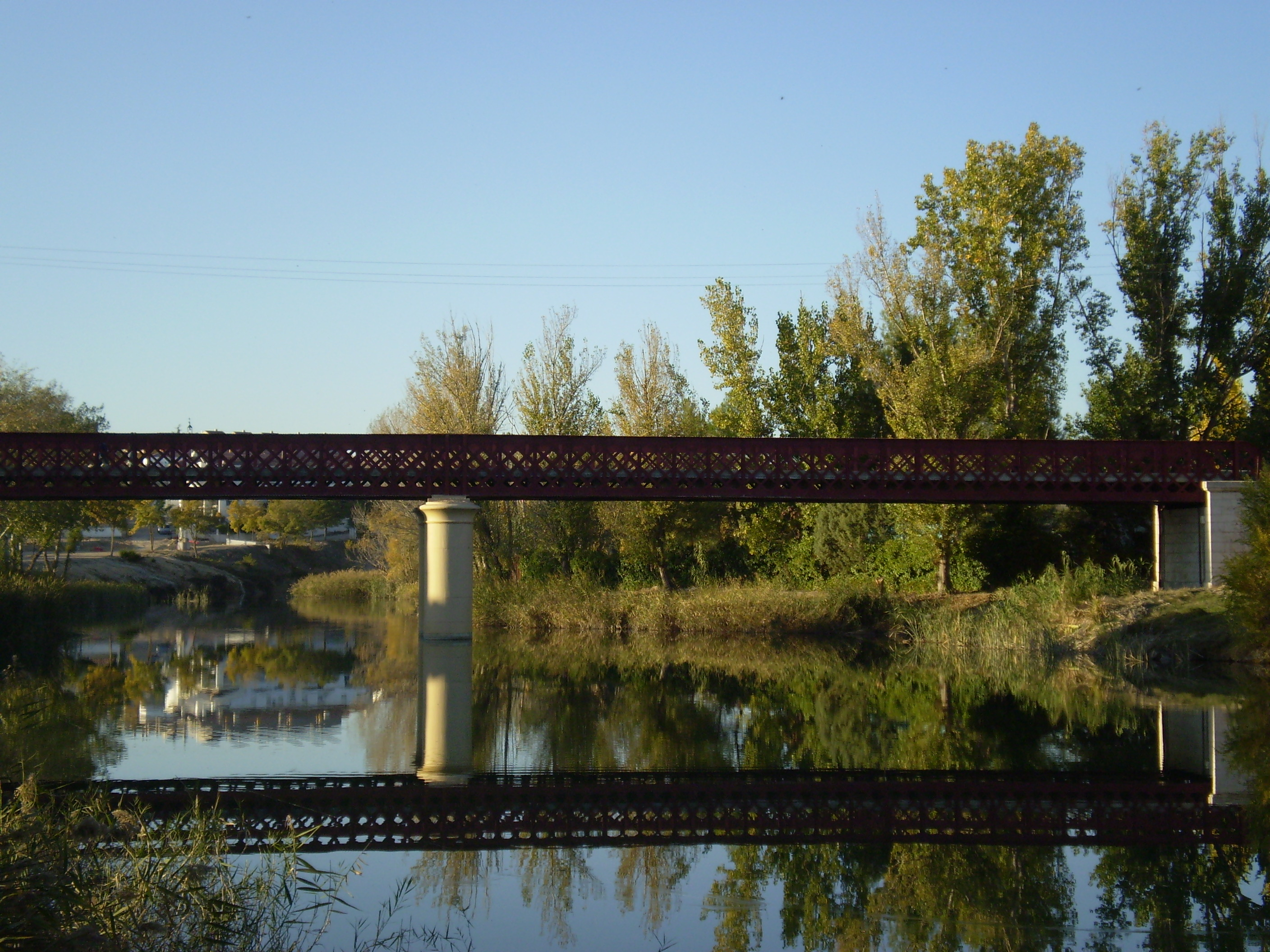
Міст через річку Тахо